# Poort (doorgang)

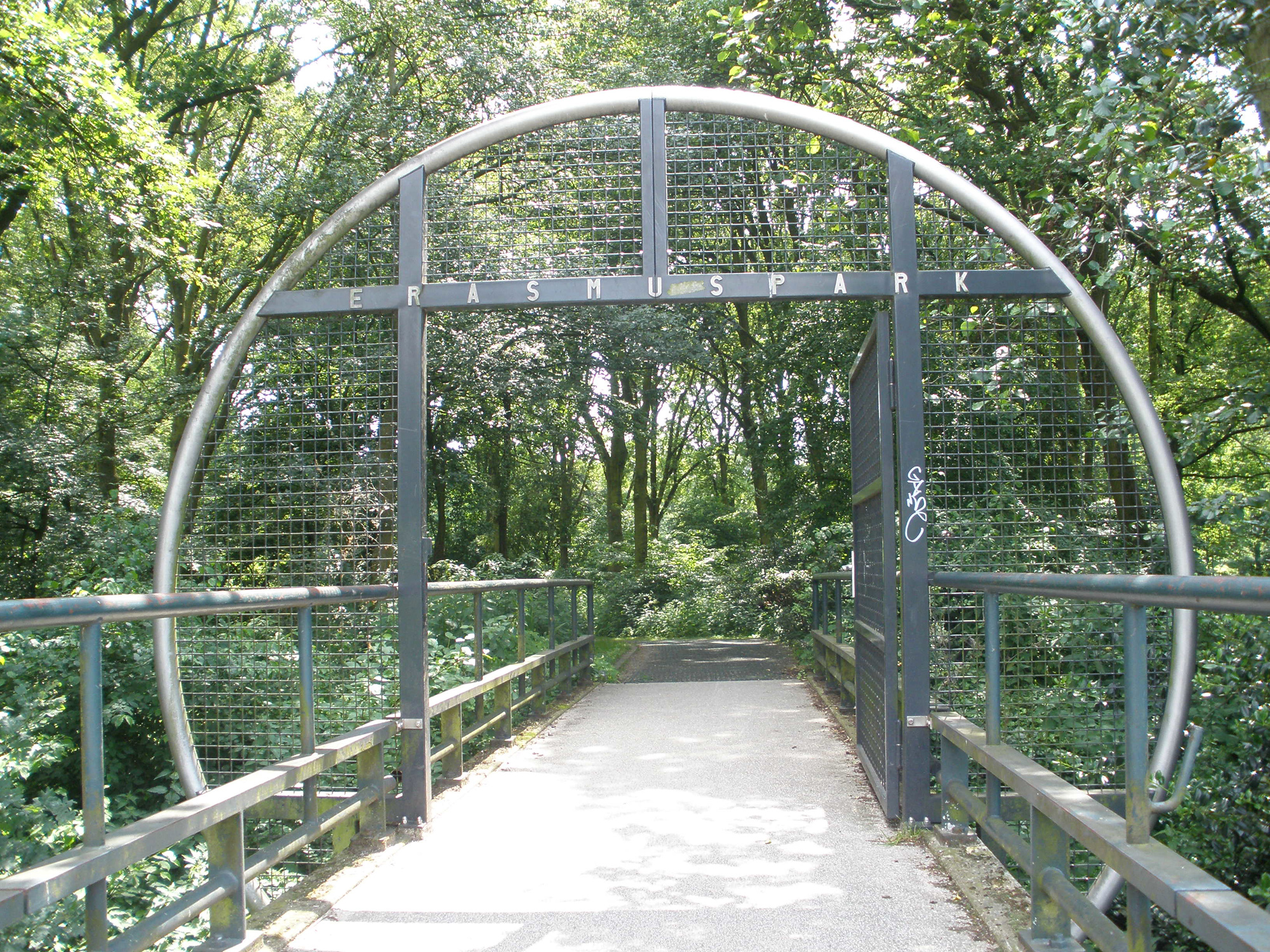
Een poort van het Erasmuspark in Amsterdam

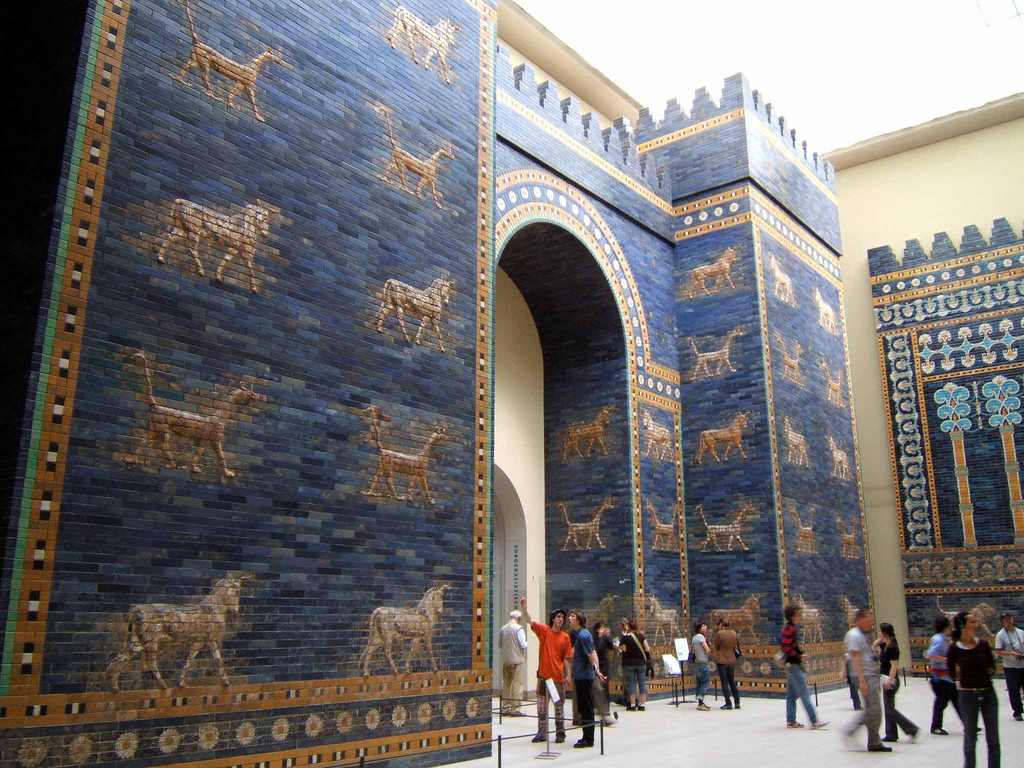
De Ishtarpoort van Babylon, de oudste nog bestaande stadspoort ter wereld

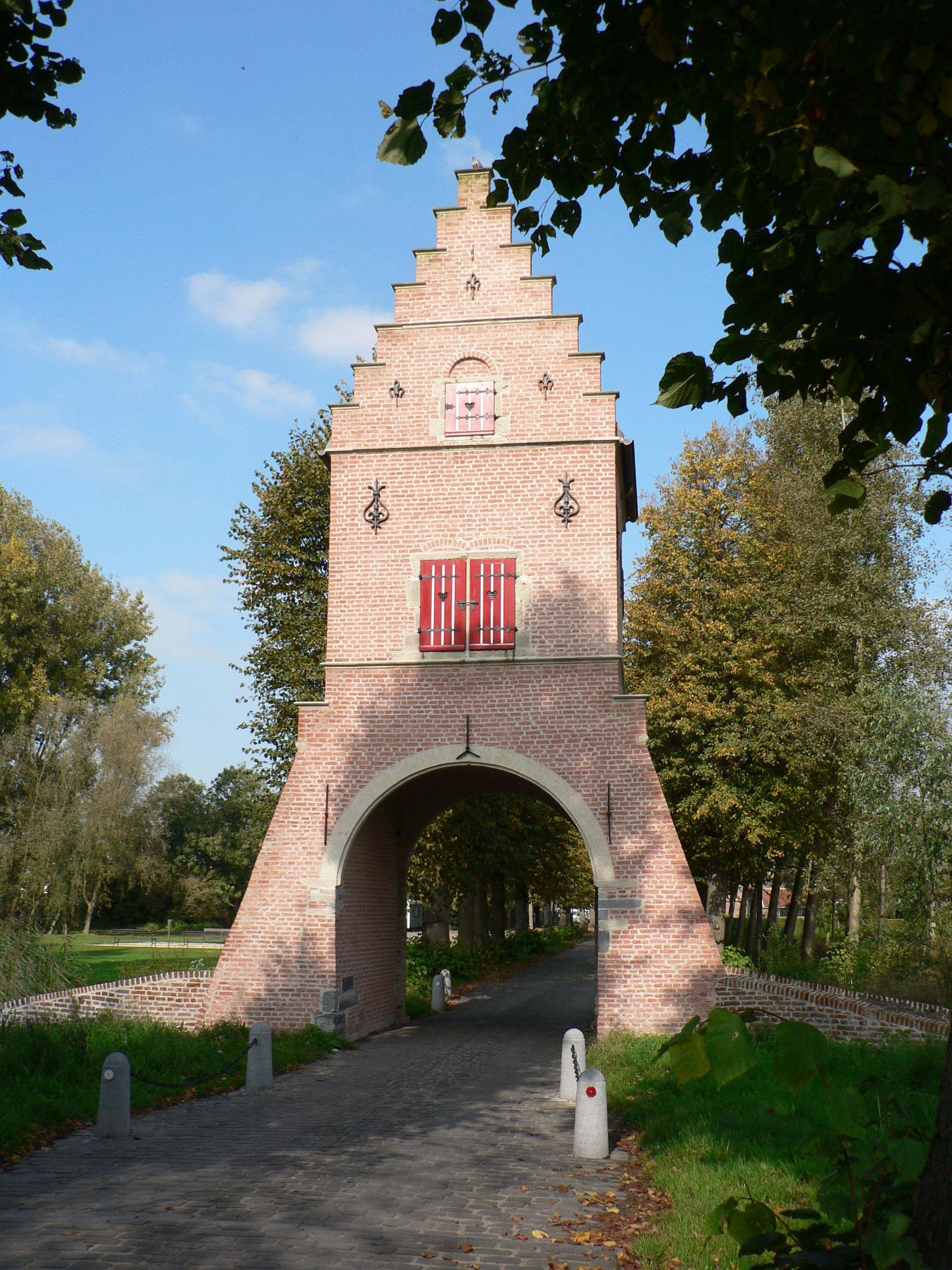
Toegangspoort van het Kasteel van Ooidonk nabij Deinze

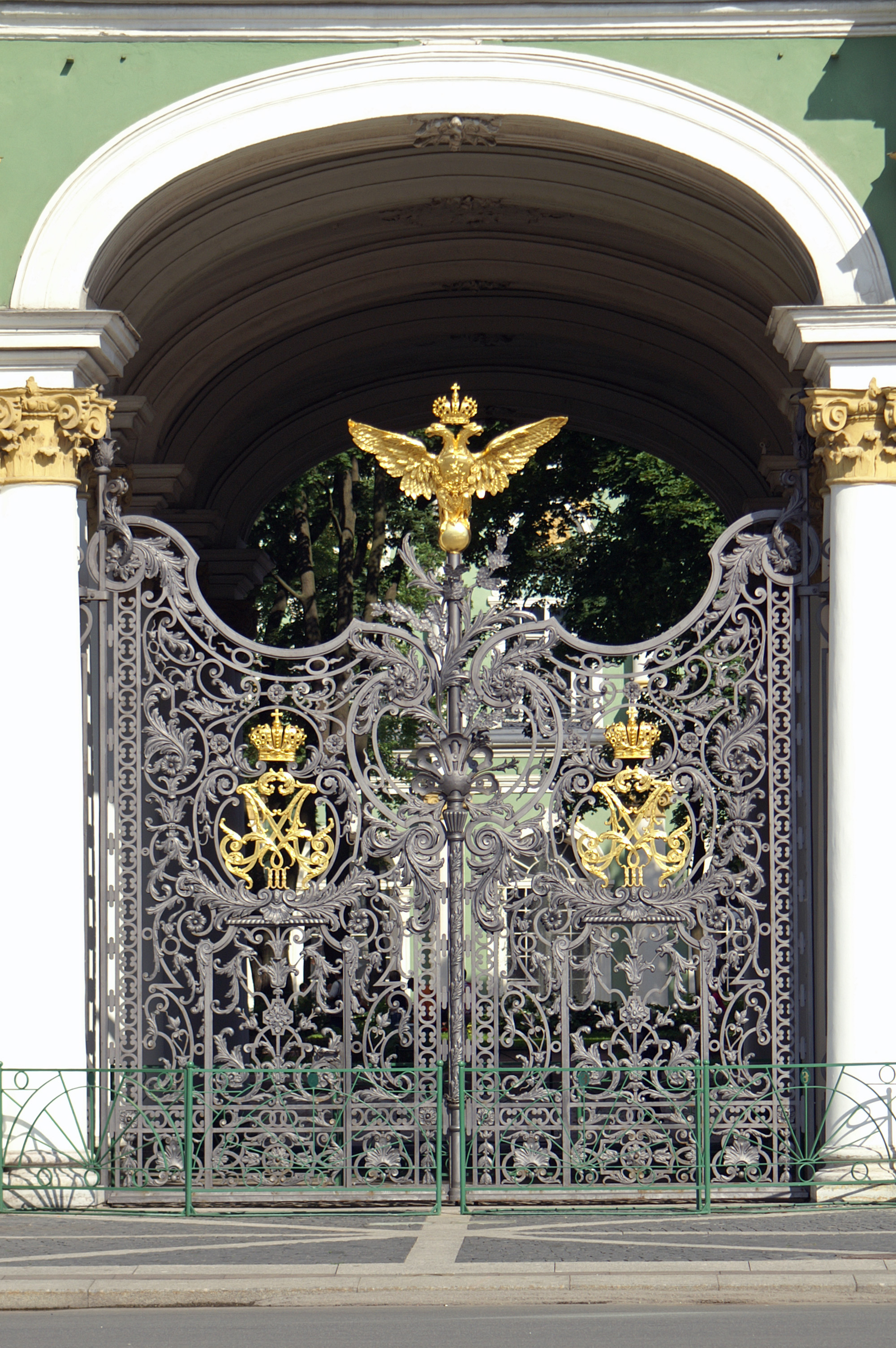
Rijk versierde poort van het Winterpaleis in Sint-Petersburg

Een poort is een opening die toegang geeft tot een ruimte omgeven door muren of een hek. Poorten kunnen gebruikt worden om te controleren wie er in en uit gaan. Een poort kan ook een puur decoratieve of symbolische functie hebben.
Poorten kunnen afgesloten worden, en worden vaak bewaakt door een of meer portiers, ook poortwachters genoemd. Voor deze poortwachter kan een speciaal gebouw neergezet worden, een zogenaamd poortwachtershuis.
Vandaag de dag worden poorten vaak bewaakt en geopend en gesloten door middel van elektronische beveiliging in plaats van een menselijke poortwachter. Een detectiepoort gebruikt elektronische middelen om te controleren of de personen die langs de poort komen recht op doorgang hebben, of bijvoorbeeld wapens dragen. Ook wordt er vandaag de dag vaak gebruikgemaakt van een tourniquet of slagboom in plaats van een poort.

## Geschiedenis
In de oudheid en de middeleeuwen werden stevige verdedigingsmuren rond een stad of kasteel gebouwd. In deze muren waren een of meer poorten. Deze poorten werden afgesloten door middel van deuren en vaak ook door een valhek van hout of ijzer. Voor de poort lag vaak een gracht met een valbrug of ophaalbrug die vanaf de poort kon worden neergelaten en weer opgehaald met behulp van kettingen of touwen. Boven de poorten van een stad- of kasteelsmuur werd vaak een of meer torens gebouwd om dit zwakke punt in de verdediging extra te verstevigen. Ook werd er wel een heel poortgebouw neergezet rond de poort.
De sleutels van de stad waren de sleutels die de stadspoorten konden openen. Deze sleutels werden vaak symbolisch overhandigd aan een vorst.
Een poorter was in de middeleeuwen een burger die zich het recht verworven had binnen de poorten van een plaats met stadsrechten te wonen. De gehele burgerij van een stad werd ook wel poorterij genoemd.
Na de middeleeuwen werden de meeste stadsmuren afgebroken en verloren de stadspoorten hun functie. De meeste stadspoorten werden ook gesloopt, maar sommige kregen een nieuwe bestemming. De Gevangenpoort in Den Haag bijvoorbeeld was oorspronkelijk een stadspoort maar werd in de 15e eeuw een gevangenis. En de Sint-Antoniespoort in Amsterdam kreeg in de 17e eeuw een herbestemming als de Waag.

## Triomfboog
Een triomfboog is een soort symbolische poort ter herdenking van bijvoorbeeld een oorlog of heerser. Een triomfboog heeft vaak geen praktische functie als toegangspoort maar dient alleen als monument.
Een voorbeeld van een triomfboog is de 4e-eeuwse Boog van Constantijn in Rome. Deze poort werd gebouwd over de Via Triumphalis, de weg waarover Romeinse keizers tijdens een triomftocht naar de Capitolijn trokken. Een ander voorbeeld is de Brandenburger Tor in Berlijn, een 18e-eeuwse triomfboog die een eerdere stadspoort verving.

## Andere betekenissen
- De term "poort" kan ook in figuurlijke zin gebruikt worden. Het stadsdeel Almere Poort bijvoorbeeld heeft deze naam gekregen omdat het bedoeld is als "poort" tot Almere en Flevoland, vanuit de rest van de Randstad gezien.
- Een gate (Engels voor "poort") op een vliegveld is een plek die toegang geeft tot een bepaald vliegtuig.
- De term "poort" wordt ook wel gebruikt als vertaling voor het Engelse port, een in- en/of uitgang van een computer; zie verder poort (computer).
- Een open gang die toegang geeft tot een aantal inpandig gelegen woningen, een dergelijke poort is vaak met een deur van de straat afgesloten.